# 無口
無口（むくち）は、牛・馬・犬の飼育に用いる道具で、頭絡の一種である。寝張り（ねはり）。正式には「無口頭絡」といい、騎手が騎乗する際に用いる頭絡とは異なり、ハミや手綱はついていない。
無口はいくつかの輪で構成されており、その輪に牛馬等の頭部を入れ、最上部を項（耳の後ろ）に通して装着する。頭部に力が作用するので、誘導や繋留を容易にする。
馬房から馬を引き出す際や、馬繋柱に引き綱で繋ぎとめておく際に使用する。
また、無口を着けたまま放牧することもある。
素材は布製のものが多く、馬には革製、牛等の家畜には縄製のものもよく使用される。
ハッカモア（hackamore）など、ハミのない頭絡もあるが、無口は乗用には用いられないという点で区別される。

## ギャラリー

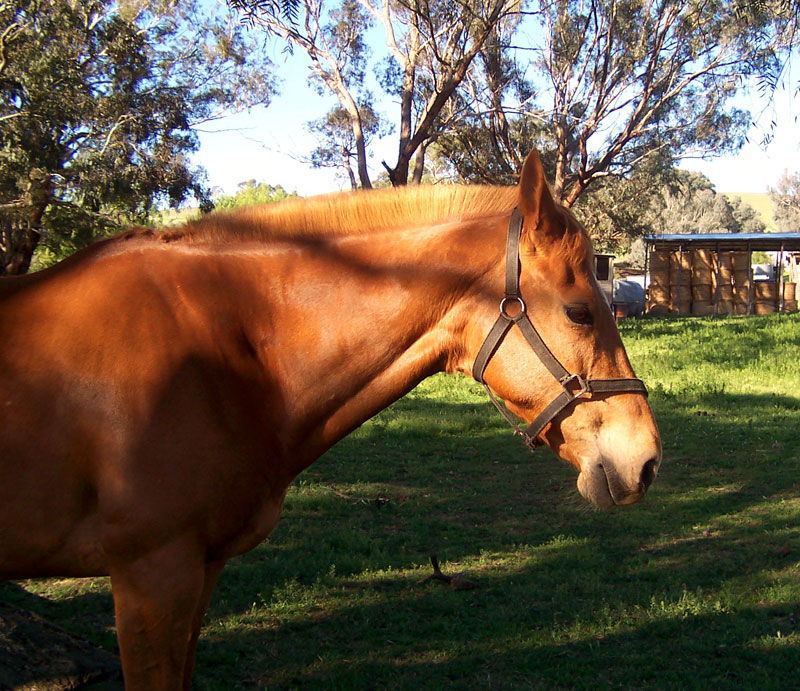
無口を装着した馬の頭部
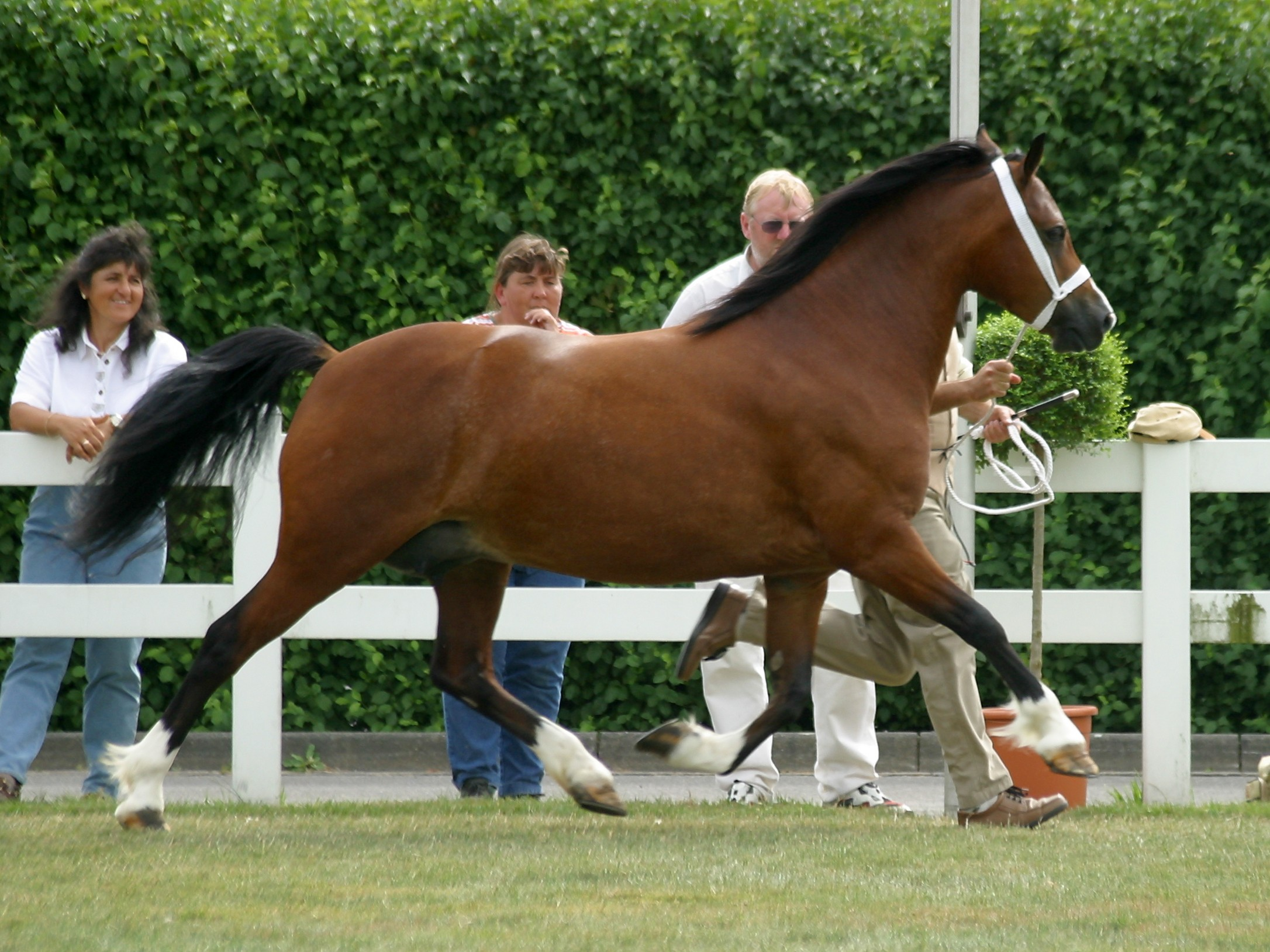
無口を装着してホースショーに臨む馬
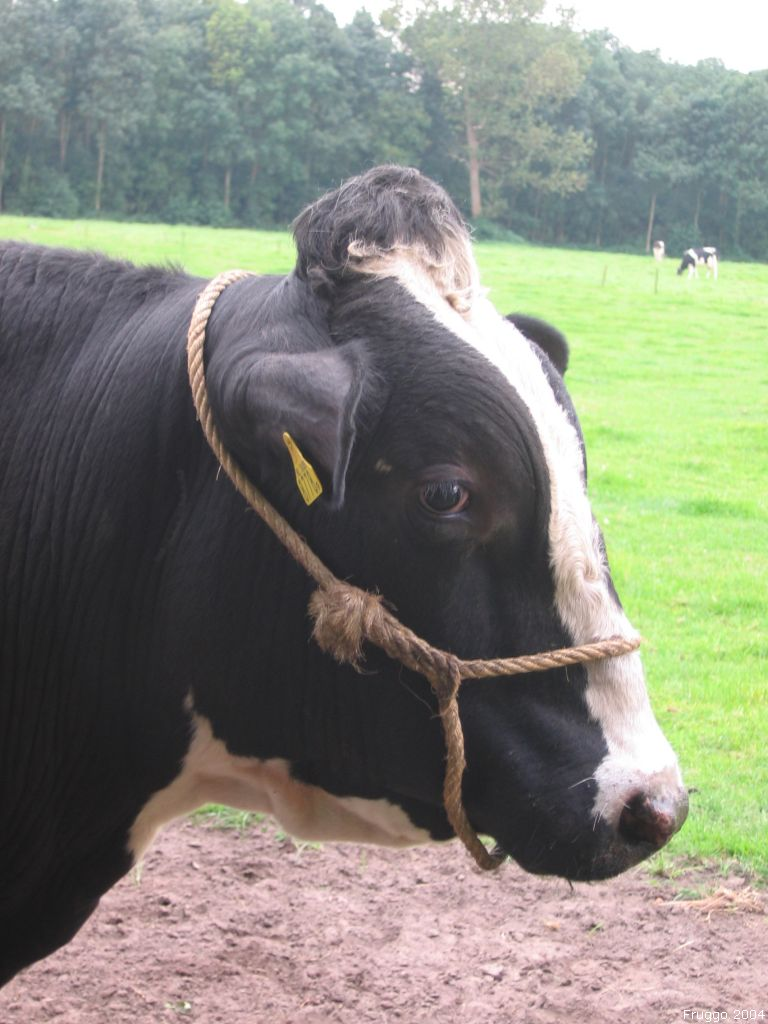
縄製の無口を装着した牛の頭部
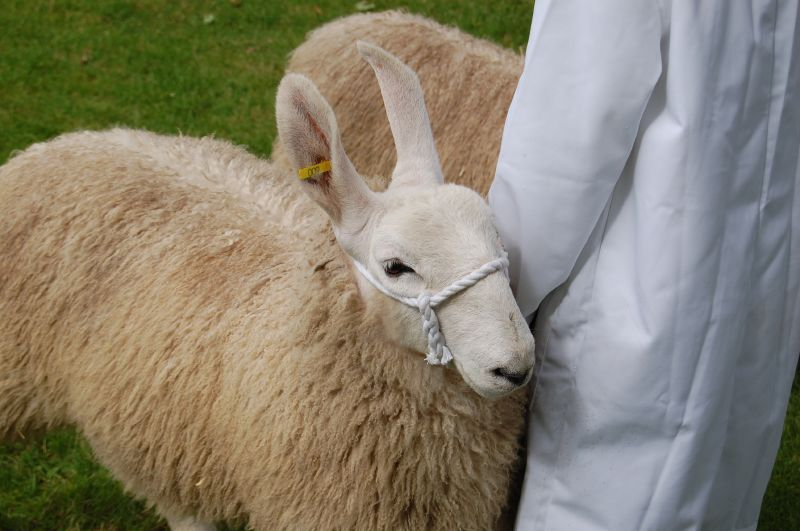
無口を装着して家畜ショーに臨む子羊